# Écroulement
«  Effondrement » redirige ici. Pour les autres significations, voir Effondrement (homonymie).
Ne doit pas être confondu avec Glissement de terrain, Lave torrentielle ou Éboulis.

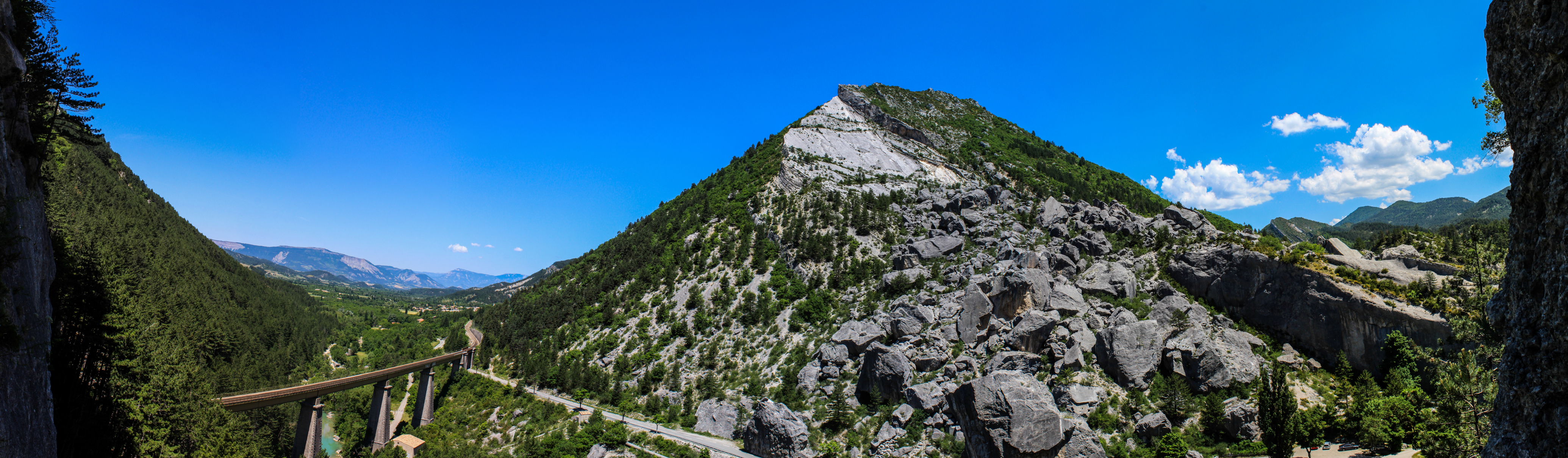
Le Claps, issu d'un écroulement en 1442 en France.

En géologie, un écroulement, éboulement ou effondrement est une désolidarisation soudaine d'une structure géologique sur une vaste surface et qui s'accompagne d'une chute massive de matériaux. Un effondrement souterrain massif est l'une des causes possibles de grands tsunamis.
Les effondrements sont notamment étudiés par l'analyse de la stabilité des pentes (en).

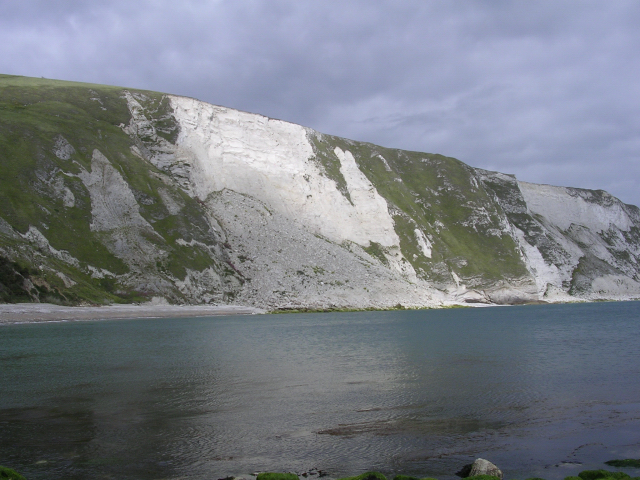
Effondrement sur falaise de craie (Mupe Bay, Royaume-Uni)

## Typologies, classifications
La géomorphologie distingue trois catégories de déstabilisation de pentes, parois ou surplombs :
- lorsque cette désolidarisation concerne quelques pierres jusqu'à 10 m3, on parle de chute de pierres ou d'éboulis ;
- lorsque cette désolidarisation va de 10 à 100 m3, on parle d’éboulement ;
- au-delà, il s'agit d'un écroulement.

Ces trois catégories correspondent à trois processus différents, caractérisés par des rythmes et des intensités différentes.

## Rôle géomorphologique
Les plus gros éléments s'écroulent plus loin que les petits (granoclassement inverse). Une grande partie des blocs et fragments déposés au pied des écroulements est reprise par les cours d'eau, les glaciers ou les mers, formant ainsi la principale source des galets charriés par les torrents et des moraines transportées par les glaciers.

## Événements majeurs
- Environ - 6100 av. J-C : Écroulements de Storegga en Norvège engendrant des tsunamis dont les traces sont visibles en Écosse ;
- 563 ou 564 : écroulement du Tauredunum, dans le diocèse du Valais, en Suisse - son emplacement précis n'a pas été élucidé, mais des campagnes de reconnaissance géophysique dans le lac Léman ont récemment accrédité son existence, le situant plus probablement en vallée du Rhône à proximité de l'embouchure du fleuve dans le lac. Il engendra un tsunami sur le lac Léman ;
- 24 novembre 1248 : écroulement d'une tranche de la face nord du Granier, en Savoie, estimé à 5 millions de m3, qui provoque un énorme glissement de terrain (environ 500 millions de m3) et entre 1 000 et 5 000 morts, formant les vignobles vallonnés des Abymes.
- 18 avril et 9 mai 1991: écroulements du Grossgufer à Randa, dans le Valais en Suisse : environ trente millions de mètres cubes de roches se détachent en deux temps de la paroi rocheuse.
- 23 août 2017 : écroulement d’environ quatre millions de mètres cubes de roches de la face nord du Piz Cengalo dans les Grisons en Suisse.
- 28 mai 2025 : l'effondrement du glacier du Birch, déclenché par l'éboulement d’environ trois millions de mètres cubes de roches du Petit Nesthorn, dans le Valais en Suisse, provoque la destruction du village de Blatten et la formation d'un barrage naturel en travers de la rivière Lonza.